# ژان-کلود ویومن
ژان-کلود ویومن (انگلیسی: Jean-Claude Wuillemin; ۲۲ ژوئن ۱۹۴۳ – ۲ نوامبر ۱۹۹۳) دوچرخه‌سوار اهل فرانسه بود.
از باشگاه‌هایی که در آن بازی کرده‌است می‌توان به پلفورت–سوواژ–لوژان اشاره کرد.